# جايسون وودورد
جايسون وودورد (بالإنجليزية: Jason Woodward)‏ هو لاعب اتحاد الرغبي نيوزيلندي، ولد في 17 مايو 1990 في لور هوت في نيوزيلندا.